# Crèvecœur-le-Petit
Crèvecœur-le-Petit ist eine französische Gemeinde mit 157 Einwohnern (Stand 1. Januar 2022) im Département Oise in der Region Hauts-de-France (vor 2016 Picardie). Sie gehört zum Arrondissement Clermont und zum Kanton Estrées-Saint-Denis (bis 2015 Maignelay-Montigny). Die Einwohner werden Crépicordiens genannt.

## Geographie
Crèvecœur-le-Petit liegt etwa 40 Kilometer nordwestlich von Compiègne. Umgeben wird Crèvecœur-le-Petit von den Nachbargemeinden Welles-Pérennes im Norden, Ferrières im Norden und Osten, Maignelay-Montigny im Süden und Osten sowie Sains-Morainvillers im Westen.

## Bevölkerungsentwicklung
| Jahr                      | 1962 | 1968 | 1975 | 1982 | 1990 | 1999 | 2006 | 2013 |
| Einwohner                 | 102  | 127  | 165  | 144  | 103  | 129  | 117  | 127  |
| Quelle: Cassini und INSEE |      |      |      |      |      |      |      |      |

## Sehenswürdigkeiten

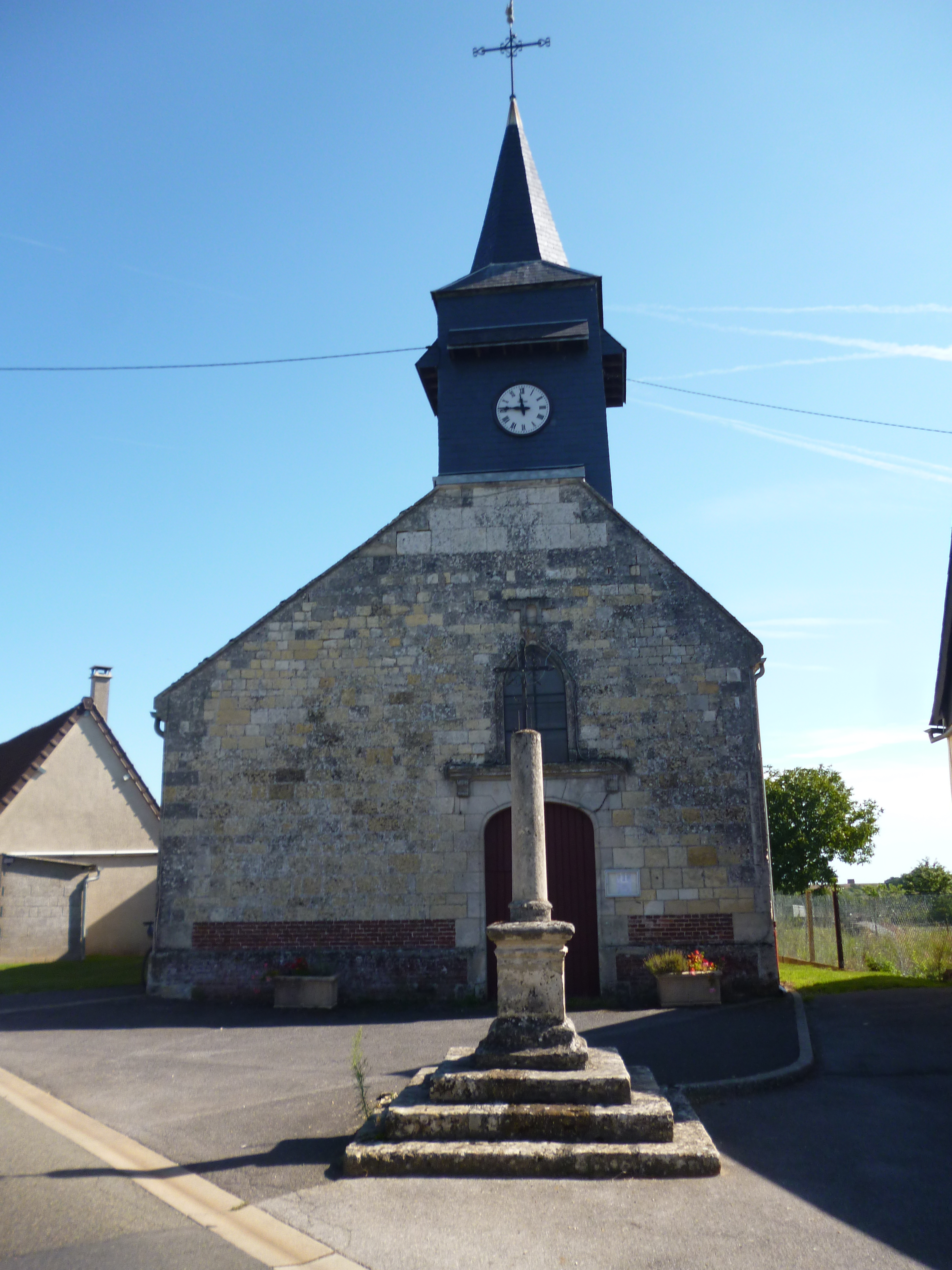
Kirche Saint-Pierre

- Kirche Saint-Pierre (siehe auch: Liste der Monuments historiques in Crèvecœur-le-Petit)